# Hélder Oliveira
Hélder José Alves Oliveira, més conegut com a Hélder Oliveira, (20 de febrer de 1983) és un ciclista portuguès, que fou professional del 2005 al 2015.
Els seus germans Rui i Ivo també competeixen en ciclisme.

## Palmarès
- 2005
  -  Campió de Portugal sub-23 en ruta
- 2008
  - 1r al Gran Premi Barbot i vencedor d'una etapa